# Дышу тишиной
Дышу тишиной — третий студийный альбом российского рок-музыканта Николая Носкова, выпущенный в 2000 году. На диске представлено 11 композиций, а также видеоклип на песню «Это здорово». Презентация альбома состоялась 10 октября 2000 года в Кремлёвском дворце. В записи альбома принимал участие академический камерный оркестр Musica Viva, который также аккомпанировал Носкову во время презентации альбома.

## Критика
Рецензент Владимир Боровой из агентства InterMedia самой приятной частью альбома назвал «те несколько песен, которые могут быть отнесены к „хорошо темперированным“. Здесь электрогитара и ударная установка находятся примерно на одном уровне со струнными и духовыми, ритм-секция раскачивается в босса-новах, фанки-грувах и натуральном диско». По мнению рецензента, песня «В рай» «вообще сначала была принята за творение Давида Тухманова времен „По волнам моей памяти“, и лишь надпись на вкладыше, утверждавшая, что все сделал сам Н.Носков, развеяла сомнения». Также он посчитал, что «эксперимент в таинственной области, где смыкаются поп-исполнители и академические оркестры, у Николая Носкова удался».

## Список композиций
Вся музыка написана Николаем Носковым, если не указано иное.
| №   | Название                       | Текст песни           | Музыка    | Длительность |
| --- | ------------------------------ | --------------------- | --------- | ------------ |
| 1.  | «Дышу тишиной»                 | В.Кадиев              |           | 3:57         |
| 2.  | «Зимняя ночь»                  | Б.Пастернак           | А.Бальчев | 3:46         |
| 3.  | «Романс»                       | Н.Гумилёв             | А.Бальчев | 4:58         |
| 4.  | «Это здорово»                  | И.Брусенцев           |           | 4:11         |
| 5.  | «Исповедь»                     | Д.Коротаев            |           | 3:38         |
| 6.  | «Снег»                         | А.Чуланский           |           | 4:54         |
| 7.  | «Доброй ночи»                  | А.Чуланский, Н.Носков |           | 5:06         |
| 8.  | «Дай мне шанс»                 | А.Чуланский           | С.Маркин  | 4:56         |
| 9.  | «Узнать тебя»                  | А.Чуланский           |           | 5:13         |
| 10. | «Мой друг»                     | А.Чуланский           |           | 4:59         |
| 11. | «В рай» (Переведено В.Левиком) | Г.Гейне               |           | 3:48         |
| 12. | «Это здорово» (видеоклип)      |                       |           |              |

## Участники записи
- Бас-гитара — Сергей Слободин
- Кларнет — Ростислав Сазанов
- Барабаны — Олег Мухин
- Инженеринг, микширование, мастеринг — Василий Крачковский
- Флейта — Антон Королёв
- Гитара — Эдуард Хрипунов
- Валторна — Андрей Ферапонтов
- Гобой — Тарас Золотько
- Оркестр — Musica Viva
- Перкуссия — Николай Ксенофонтов
- Пианино, орган, клавесин, дирижирование — Александр Лавров